# Brochhagen

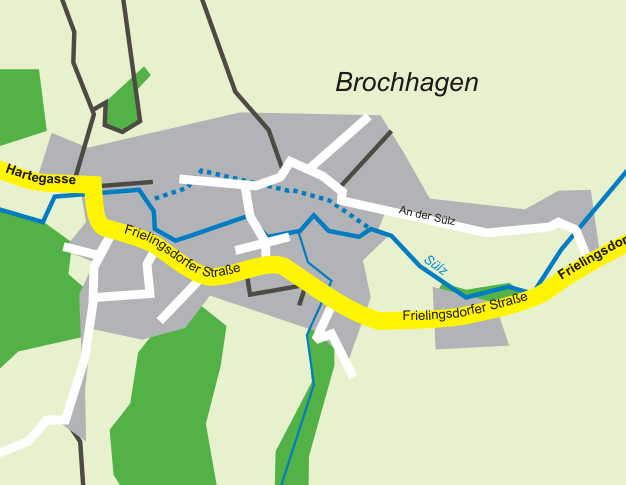
Karte von Brochhagen

Die Ortschaft Brochhagen ist ein Ortsteil der Gemeinde Lindlar im Oberbergischen Kreis in Nordrhein-Westfalen (Deutschland).

## Lage und Beschreibung
Brochhagen liegt nordöstlich von Lindlar, zwischen Hartegasse und Frielingsdorf im Sülztal. Der Ort gliedert sich in die drei alten Weiler Ober-, Mittel- und Unterbrochhagen, die inzwischen zusammengewachsen sind.

## Geschichte
1318 wurde der Ort das erste Mal urkundlich als „Brochagen“ erwähnt und zwar „Th. v. Brochagen ist mit den Schöffen von Lindlar Zeuge in einer Urkunde des Kölner Stiftes St. Ursula betr. das officium de Sulz“. Schreibweise der Erstnennung: Brochagen.
1413 wurde es als „broechhaen“ oder „broeche“ bezeichnet. Der Name lässt sich darauf zurückführen, dass die erste Rodestelle im Sülztal sumpfig war und mit einer Hecke umzäunt wurde. Durch Brochhagen führte eine alte Landwehrlinie, diese verlief vom Horpetal bei Weyer an Brochhagen vorbei durch das Sülztal. Im Kämmereiregister des St. Severinstiftes vom Jahre 1413 ist vermerkt: Broechhaen, 1 Gut zahlt 16 Denare an Abgaben, Großen Brochhagen zahlt drei Denare. Im Jahre 1550 wird weiterhin vermerkt: „Brochhain, hait Bruninck und Johan, sein broder, 1 soll“. Im späten Mittelalter gehörte Brochhagen zur Honschaft Breun im Kirchspiel Lindlar.
Die Topographia Ducatus Montani des Erich Philipp Ploennies, Blatt Amt Steinbach, belegt, dass der dreigeteilte Wohnplatz bereits 1715 drei, vier und nochmals drei Hofstellen besaß, die als Bruchhag beschriftet sind. Im westlich gelegenen Ortsteil ist an der Sülz eine Mühle verzeichnet. Carl Friedrich von Wiebeking benennt die Hofschaften auf seiner Charte des Herzogthums Berg 1789 als Bruchagen.
Der Ort ist auf der Topographischen Aufnahme der Rheinlande von 1817 als Bruchhagen verzeichnet. Die Preußische Uraufnahme von 1845 zeigt den Wohnplatz unter dem Namen Ob., Mittel und Unt. Bruchhagen. Ab der Preußischen Neuaufnahme von 1892 ist der Ort auf Messtischblättern regelmäßig als Obr., Mittel und Unt. Brochhagen verzeichnet.
Bis Mitte des 20. Jahrhunderts stand in Mittelbrochhagen eine Mahlmühle. Sie hatte drei Mahlgänge und gehörte wie andere im Amt Steinbach gelegene Güter zu den Domänengüter des Landesherrn. Die an der Sülz gelegene Mühle war eine Kameral- oder Zwangsmühle, d. h. die Bewohner des dazugehörigen Bezirkes waren gezwungen, ihre Früchte gegen Abgabe nur dort mahlen zu lassen. Herzog Carl Theodor verpachtete vom 22. März 1748 die Mühle an den bisherigen Pächter Johann Georg Müller auf 24 Jahre. Als Nachfolger sind Franz Frielingsdorf und Johann Georg Müller genannt. Oberförster Johann Kesseler zu Feld kaufte die Mühle 1823 von der preußischen Regierung, nachdem die Mühle öffentlich zum Verkauf angeboten worden war. Kesseler starb am 27. April 1841. Die Erben Kesselers verkauften die Mühle im Jahre 1847. Etwa seit 1870 ist die Mühle im Besitz der Familie Römer-Kemmerich. Der Mahlbetrieb der Mühle wurde bis Mitte des 20. Jahrhunderts aufrechterhalten.
Im Jahre 1897 wird eine Brücke über die Sülz bei Mittelbrochhagen errichtet. Im Jahre 1933 erhält Oberbrochhagen einen öffentlichen Fernsprecher. Während der Zeit des Nationalsozialismus wurde die Familie Bruno Höller aus Mittelbrochhagen von den Nationalsozialisten verfolgt.
Am 30. Juni 2015 hatte Brochhagen 434 Einwohner.

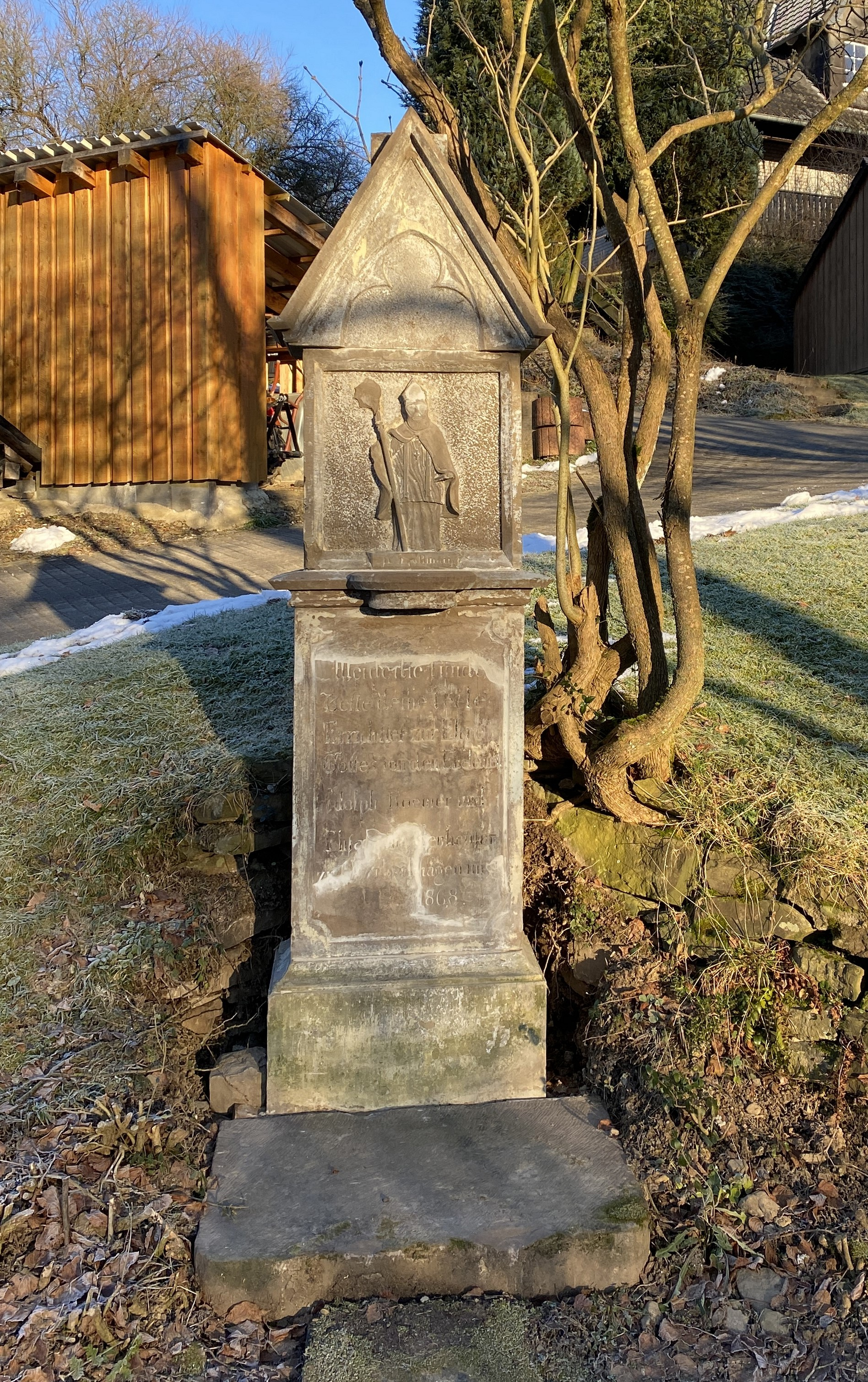
Baudenkmal Wegekreuz (1868) An der Sülz 55

## Sehenswürdigkeiten
Oberbrochhagen
- fünf Fachwerkhäuser aus dem 18. Jahrhundert
- Wegekreuz aus dem Jahre 1868

Mittelbrochhagen
- Fachwerkhaus aus dem Jahre 1697 und weitere aus dem 18. Jahrhundert

Unterbrochhagen
- fünf Wegekreuze und Fußfälle
- fünf Fachwerkhäuser aus dem 17. und 18. Jahrhundert

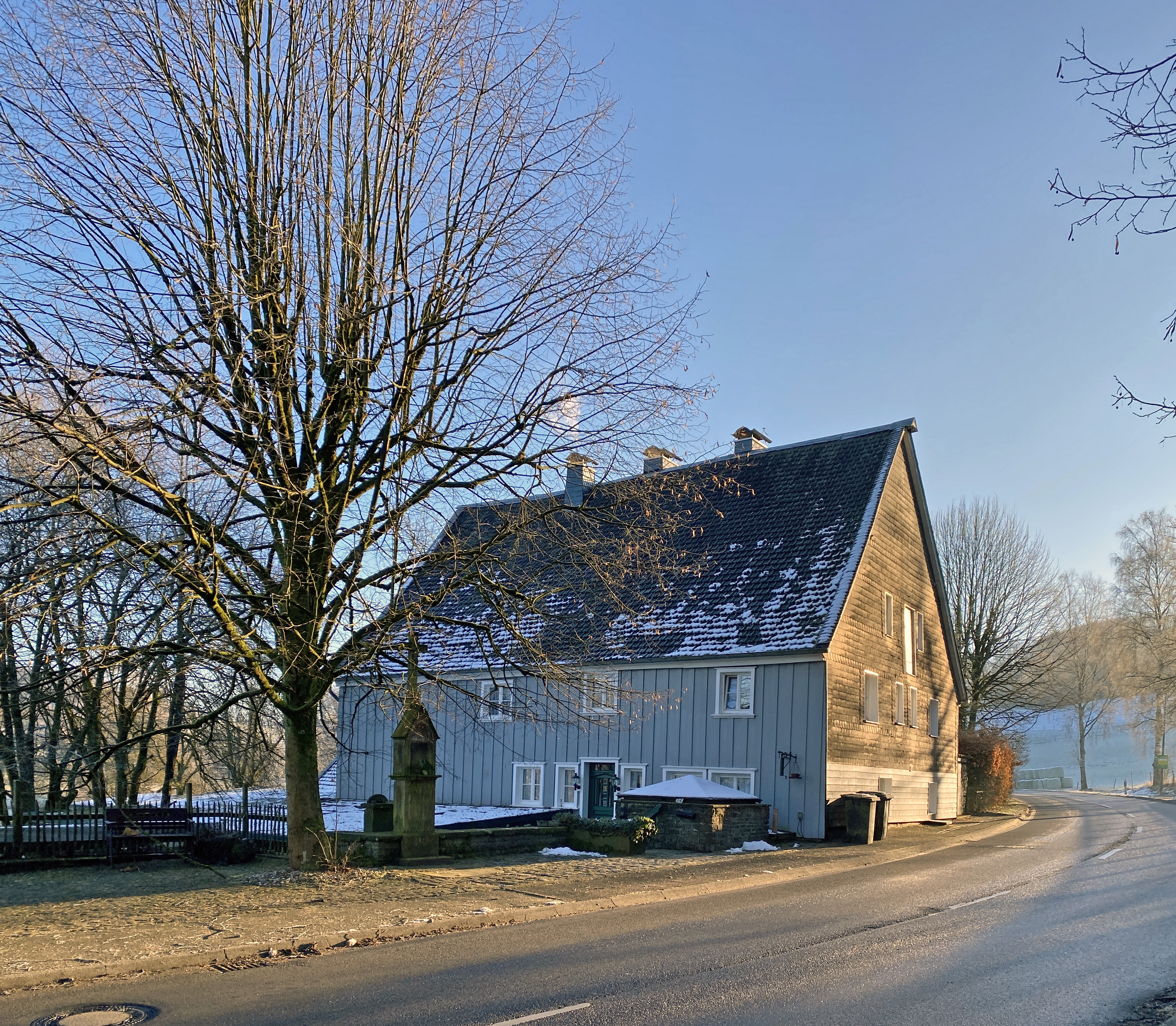
Baudenkmal Hof Löhe - Frielingsdorfer Straße 34
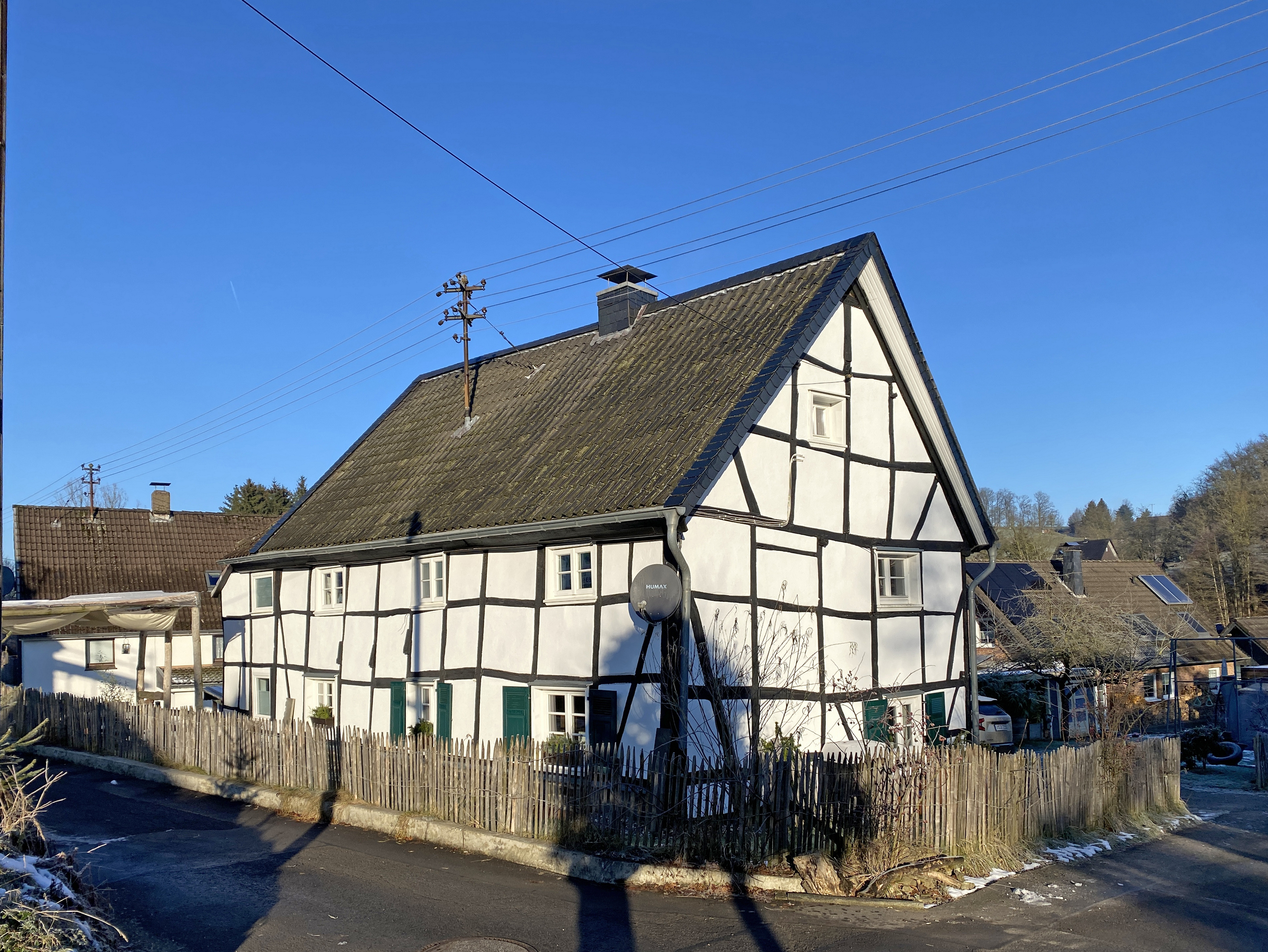
Baudenkmal Auenweg 2
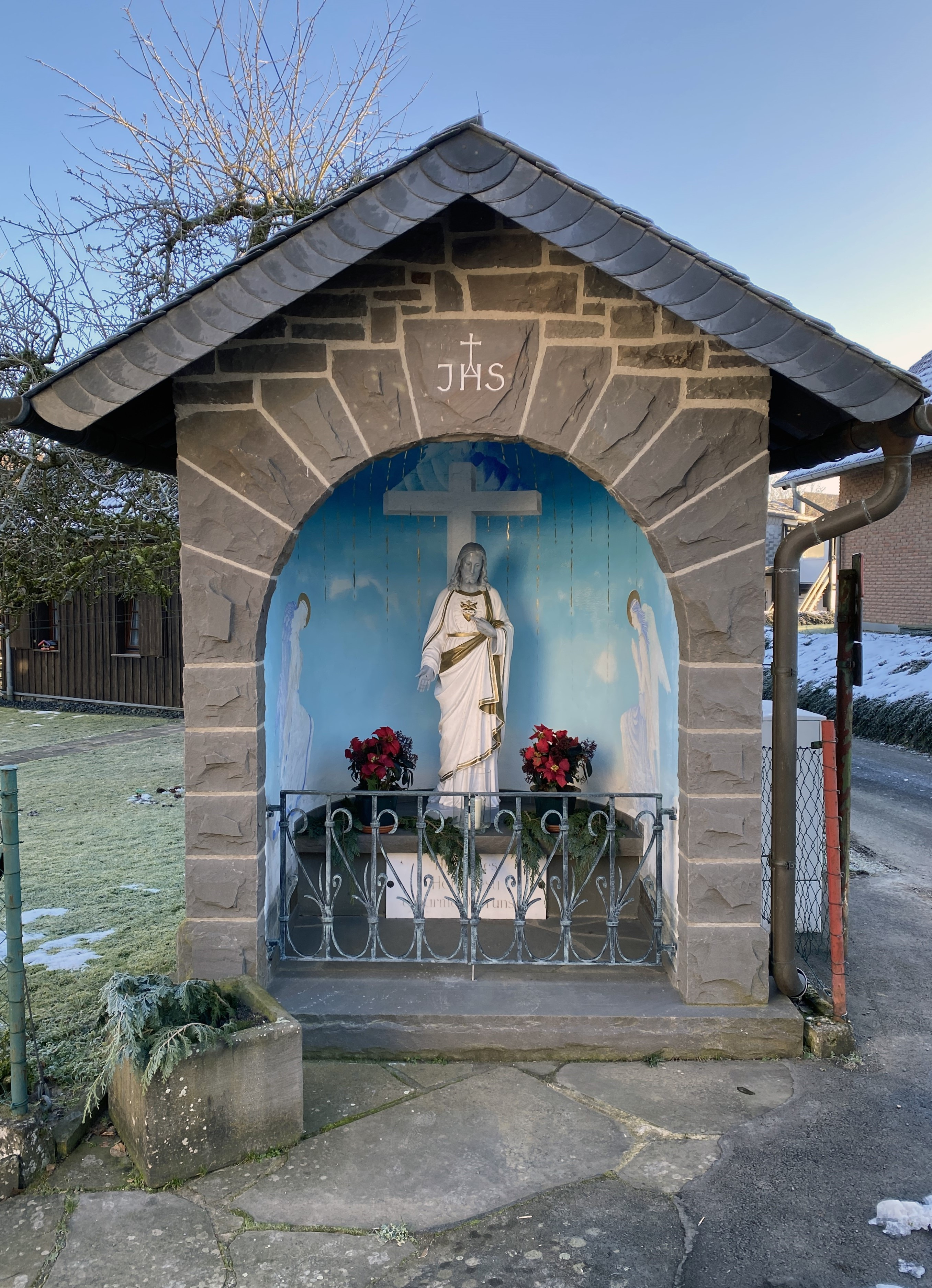
Heiligenhäuschen Auenweg
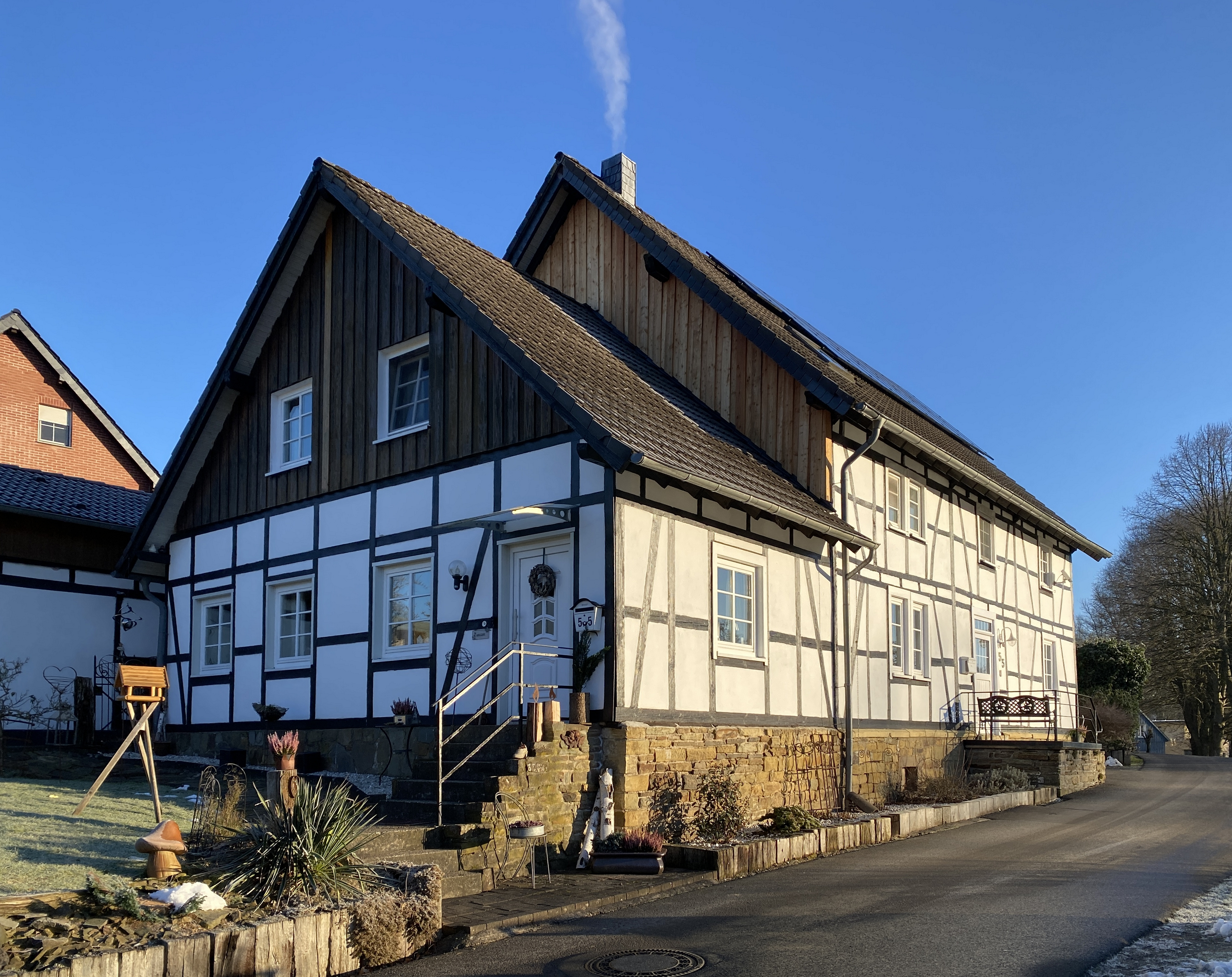
Baudenkmal An der Sülz 55
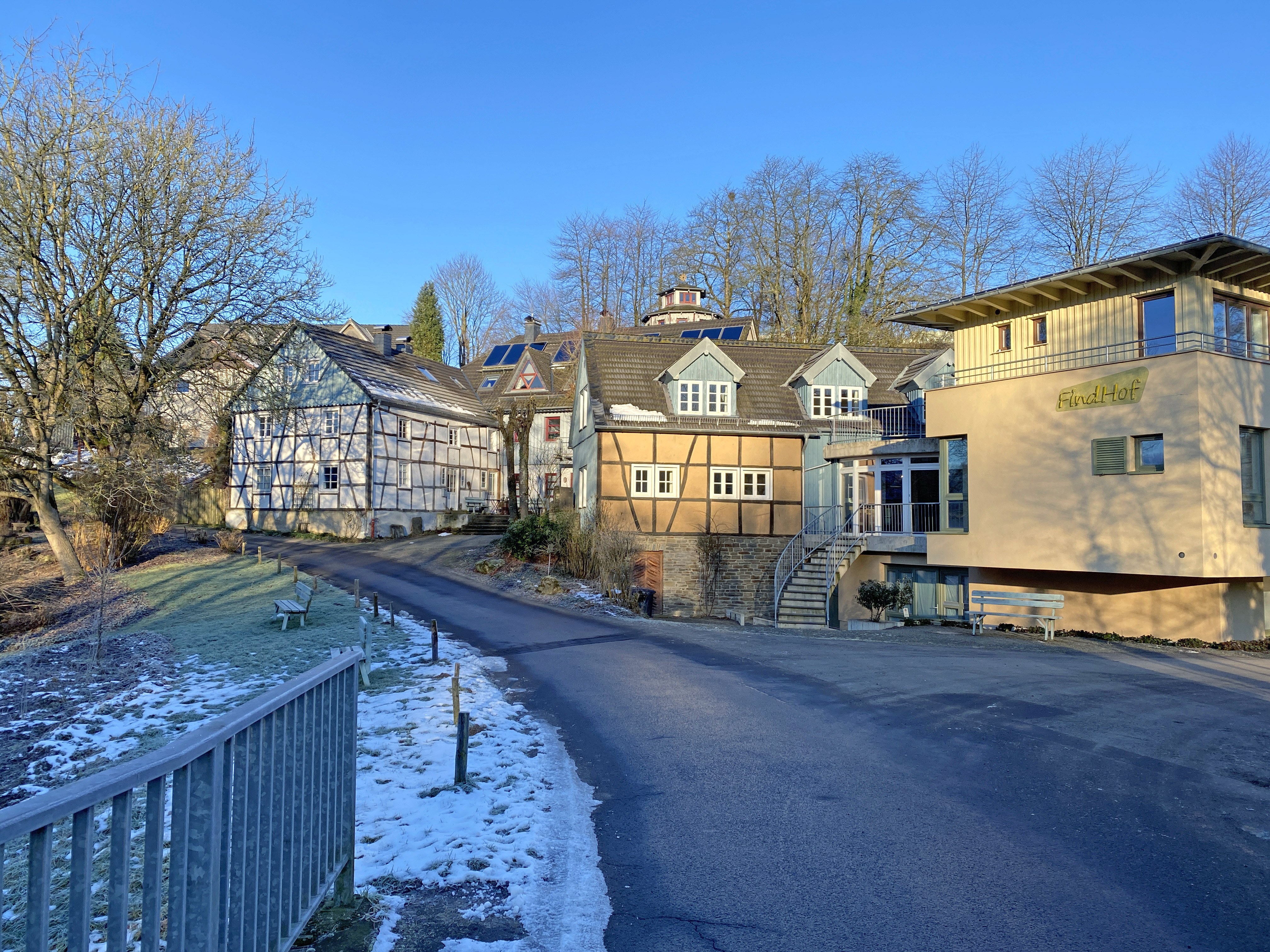
Seminarzentrum Findhof - An der Sülz 61
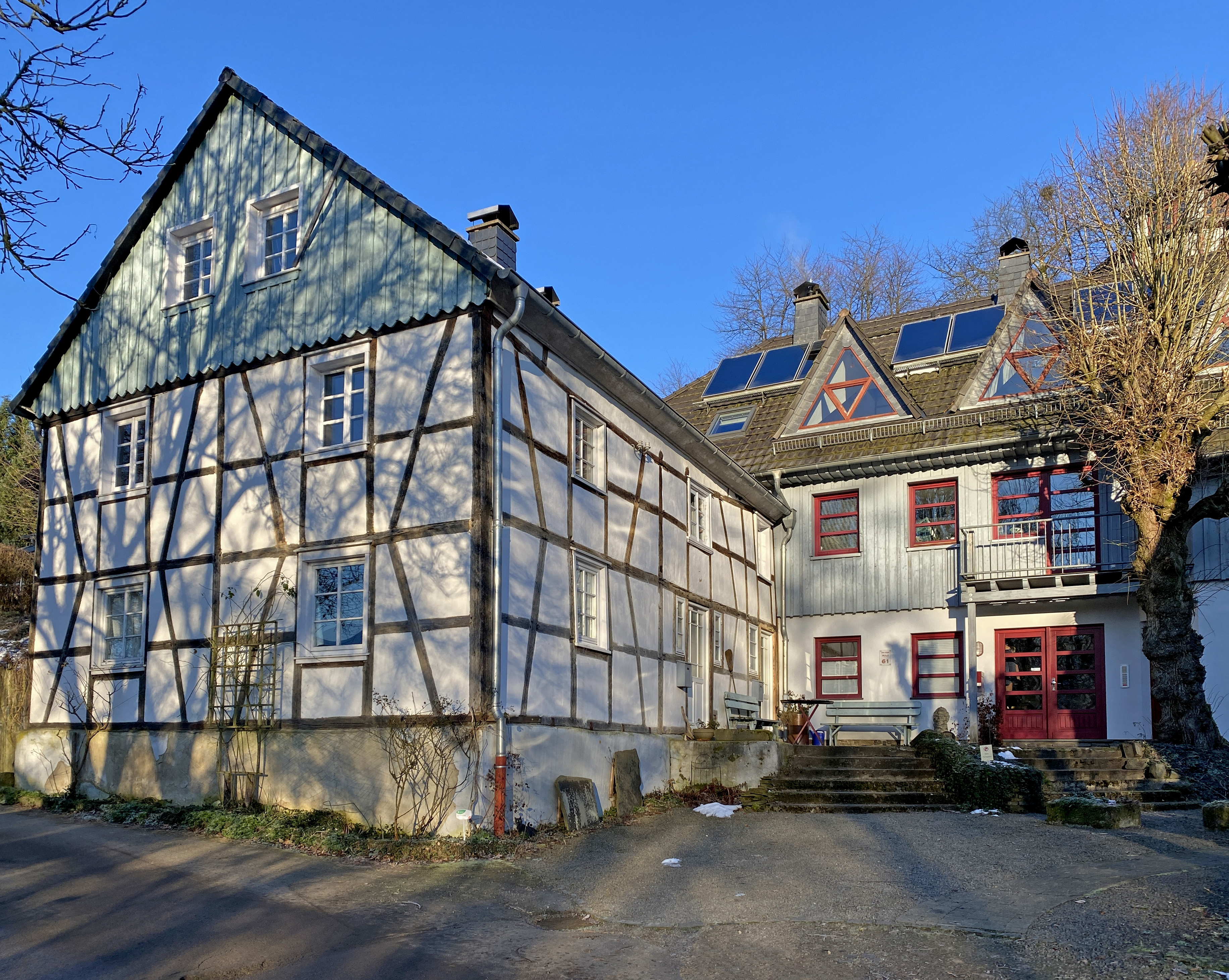
An der Sülz 61
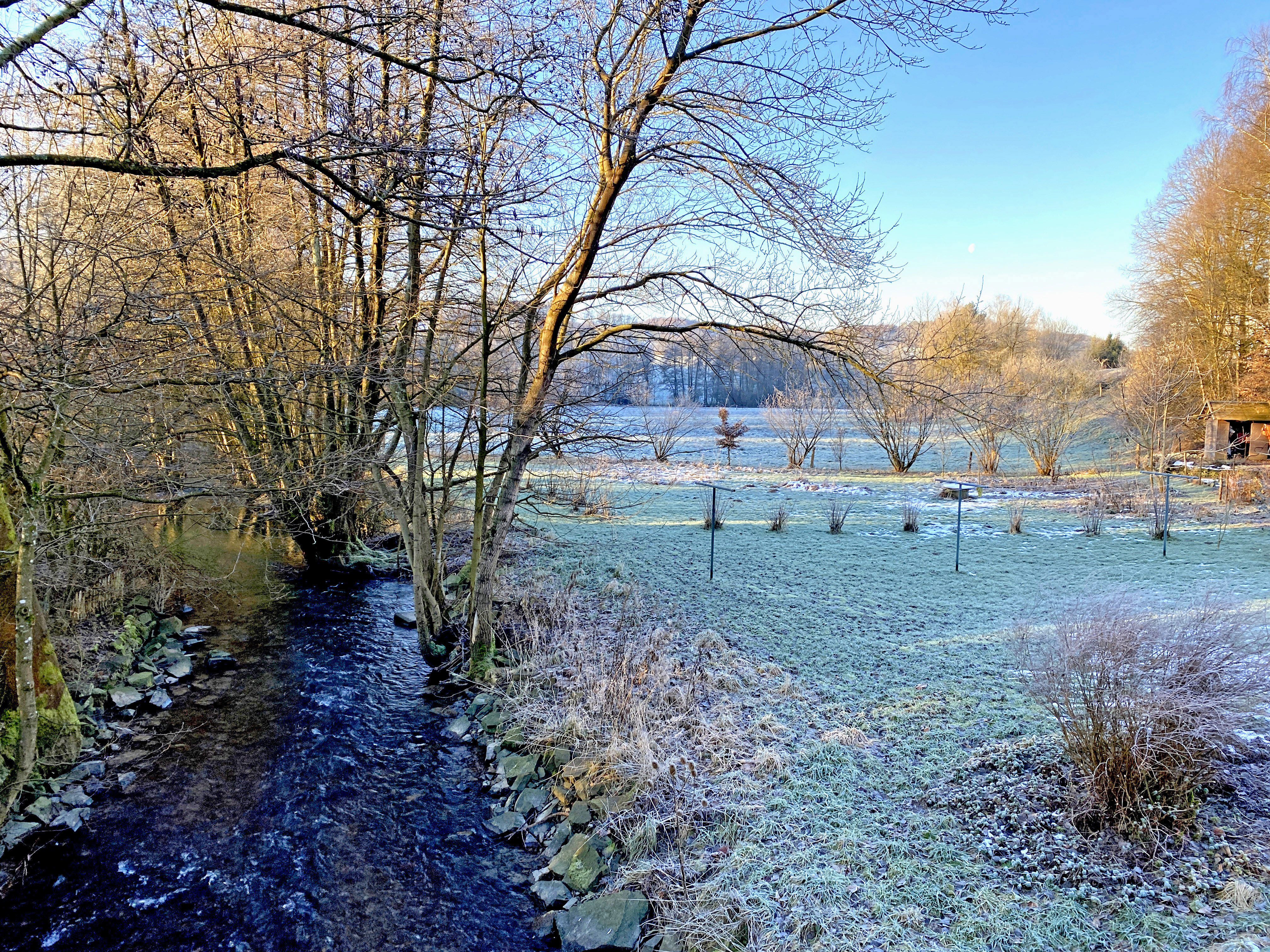
Lindlarer Sülz in Oberbrochhagen

## Busverbindungen
Haltestellen Unterbrochhagen, Oberbrochhagen:
- VRS (OVAG) Linie 335 Scheel - Frielingsdorf - Lindlar - Linde - Biesfeld - Bergisch Gladbach